# Mor
Pour les articles homonymes, voir Mor (homonymie).

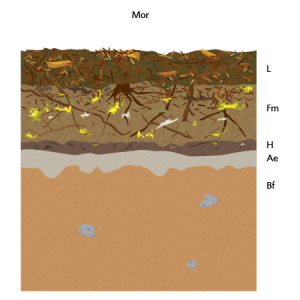
Diagramme de couches de Mor et le sol en dessous

En pédologie, la science des sols, le mor est un type d'humus qui se forme sur des sols siliceux naturellement acides, en présence d'une végétation qui favorise cette acidité, telle que landes à bruyères ou forêts de conifères. La matière organique récalcitrante (matière organique résistant à la décomposition) ou la présence d'un climat froid ralentissent l'activité biologique qui forme l'humus : zones boréales, climat de montagne,… On parle aussi de terre de bruyère.

## Description
La pédofaune y est rare et l'activité biologique beaucoup plus faible que dans les humus non ou moins acides (mull, moder).
La forte acidité défavorise l'activité de la pédofaune et l'activité microbienne et donc la décomposition de la matière organique et son humification. En l'absence de calcium nécessaire à la formation de ponts moléculaires entre les molécules humiques et/ou entre celles-ci et les argiles (complexes argilo-humiques), il se forme surtout des acides fulviques, facilement lessivables, responsables de la podzolisation.
Sous la litière OL, on observe un horizon OF/OH de couleur brun tabac formé de débris végétaux encore reconnaissables (non ou peu humifiés). L'horizon A est absent. L'horizon O surmonte directement un horizon E lessivé.
Le pH peut descendre jusqu'à 3,5. La minéralisation est très faible (rapport C/N > 20).
La terre de bruyère est une des variantes du mor, la plus connue du grand public en raison de sa commercialisation pour la culture des azalées, rhododendrons, hortensias et bruyères. Ces sols, en raison de leur moindre capacité de rétention de l'eau (en raison d'un faible taux d'humification de la matière organique) sont sensibles aux incendies. En raison de leur moindre cohérence, ils sont également sensibles à l'érosion sur les pentes.
La parenté entre le mor et la tourbe de sphaignes est frappante et a été remarquée dès le dix-neuvième siècle par P.E. Müller, un pédologue-écologue danois qui a décrit pour la première fois mull et mor dans les hêtraies de son pays (mør signifie tourbe en danois).

## Écotoxicologie
Les toxiques, radionucléides et métaux lourds (polluants anthropiques, ou naturellement libérés par la décomposition de la roche-mère) circulent plus facilement dans ces sols qui les adsorbent moins. C'est une des raisons de leur faible productivité biologique, et de la présence plus fréquente d'espèces ayant développé des adaptations complexes (dont sphaignes à grande capacité de rétention de l'eau, et plantes carnivores capables de trouver ailleurs que dans le sol les nutriments qui leur manquent). Des amendements calcaires augmentent leur productivité, mais font disparaître les cortèges d'espèces qui les caractérisent, parfois jugées patrimoniales et menacées et à ce titre protégées par la loi, qui ont pu localement justifier le classement de certains sites en réserves naturelles.